# Hitler’s Reign of Terror
Hitler’s Reign of Terror (deutsch: Hitlers Terrorherrschaft) gilt als erster Anti-Nazi-Film. Er erschien 1934 in den USA. Regisseur des 55 Minuten langen Filmes war Michael Mindlin, Skriptautor Edwin C. Hill, Kamera Cornelius Vanderbilt Jr. Der Film hatte am 30. April 1934 im Mayfair Theatre in New York City Premiere. Im Sinne der guten Wirtschaftsbeziehungen zwischen den USA und dem Deutschen Reich wurde der Film in New York abgesetzt, in Chicago sei der Film auf Druck des deutschen Konsuls schon gar nicht mehr gezeigt worden.
Der Film enthält Material aus Originalinterviews und nachgespielte Interviews. Die Namen der Darsteller in den nachgespielten Interviews sind noch nicht ermittelt.
Im Jahr 2013 wurde in einer Cinematek in Brüssel die bislang einzige bekannte Filmrolle einer 1939 gezogenen Kopie entdeckt, die im Oktober 2013 erstmals wieder gezeigt werden soll.